# Mwamba Kazadi
Mwamba Kazadi (ur. 6 marca 1947, zm. 1998) – kongijski piłkarz występujący na pozycji bramkarza. Uczestnik mistrzostw świata 1974.

## Kariera klubowa
Podczas MŚ 1974 reprezentował barwy klubu TP Mazembe.

## Kariera reprezentacyjna
Razem z reprezentacją Zairu uczestniczył w mistrzostwach świata 1974. Rozegrał tam wszystkie 3 mecze – w spotkaniu ze Szkocją wpuścił 2 bramki, z Jugosławią – 3 (w 21. minucie został zmieniony przez Dimbiego Tubilandu), z Brazylią również 3.